# 村田邦子
村田 邦子（むらた くにこ、1957年5月1日 - ）は、日本の政治家。神奈川県中郡二宮町長（3期）。神奈川県議会議員（1期）、二宮町議会議員（2期）を務めた。

## 来歴
神奈川県横浜市に生まれ、東京都日野市で育つ。東京都立国立高等学校、専修大学文学部卒業。大学卒業後、海運会社のジャパンライン株式会社に入社。
二宮町の生涯学習センターの建設に際して町民として審議会に参加。このときの活動がきっかけとなり、1998年の二宮町議会議員選挙に出馬し、初当選した。2002年、再選。
2007年、神奈川県議会議員選挙に中郡選挙区から出馬し初当選。2011年の神奈川県議選では民主党の推薦も受けて出馬したが、自由民主党元職の古沢時衛に敗れ、落選。
2014年10月1日、二宮町長選挙に出馬する意向を表明し、町財政の見直しや町長退職金の廃止、安心して子育てできる町づくり等を掲げて立候補した。11月26日投開票の町長選で、現職の坂本孝也町長と脇正文・前町議の2候補を破り、当選した。同年12月1日、二宮町役場に初登庁し、正式に二宮町長に就任した。2018年11月18日、添田孝司・元町議会議長と脇正文・元町議の2候補を破り再選。投票率は56.94％。

## 町政
- 2021年10月25日、LGBTなど性的少数者のカップルが婚姻と同等の扱いを受けられる「パートナーシップ宣誓制度」を2022年4月に導入すると発表した[12]。